# Club Atlético Rentistas
El Club Atlético Rentistas es un club de fútbol uruguayo de la ciudad de Montevideo, fundado el 26 de marzo de 1933. Pertenece al Cerrito de la Victoria desde sus orígenes, aunque también representa a los barrios Pérez Castellanos y  Porvenir, ya que tuvo sede en ambos a lo largo de su historia. Su sede actual fue inaugurada en 1972 y se encuentra sobre la Avenida General Flores, principal arteria del barrio. Adoptó el régimen de Sociedad Anónima Deportiva en 2018.
Logró el ascenso por primera vez a Primera División en 1971, donde se mantuvo hasta 1980, volviendo a Segunda y regresando a Primera División en otras 6 oportunidades (1988, 1996, 2003, 2011, 2013 y 2019). 
En 1998, inauguró su estadio propio, el Complejo Rentistas, fue vicecampeón del torneo Clausura de Primera División y clasificó a la Copa Conmebol, logrando a su vez una racha de 5 triunfos consecutivos frente al Club Nacional de Football sin recibir goles en contra. En esa misma temporada su portero, Álvaro Núñez logró mantener su arco invicto por 947 minutos manteniéndose al día de hoy como el tercer mejor récord de portería invicta en la historia del fútbol uruguayo.
Su primera participación internacional fue en 2014, al competir en la Copa Sudamericana 2014. Anteriormente, en 1998 había clasificado a la Copa Conmebol, la cual después rechazaría disputar.
El 14 de octubre del 2020 obtuvo su primer título de primera división, al obtener el Torneo Apertura, tras empatar en puntaje con Nacional y desempatar en una final que terminó con victoria de Rentistas en el alargue.

## Historia

### Fundación y orígenes
El Club Atlético Rentistas sienta sus bases en la barriada de General Flores e Industria y adyacencias, zona conocida popularmente como Cerrito de la Victoria, aunque los barrios que más se identifican con la institución son Pérez Castellano y El Porvenir.
Un día, un grupo de muchachos de la zona se decidió a formar un cuadro, y fue el después consagrado árbitro Esteban Marino quien exhortó a realizar una práctica «en serio»:

- «¿Alguien trabaja mañana...?»
Quien realizó tal pregunta recibió como respuesta un silencio general y rostros asustados, tal vez por la insinuación...
- «Vivimos de rentas...».

 Emilio Pronzolino propuso denominar al cuadro «Rentistas», nombre que fue adoptado inmediatamente para el club naciente.
Hasta 1936, los tres primeros años se redujeron a la realización de partidos amistosos, luego se afilió a la hoy desaparecida Liga Centenario, donde obtuvo el título de campeón tres años consecutivos.

### Ingreso en AUF y ascensos
Rentistas se inscribe en la Asociación Uruguaya de Fútbol en 1947, ingresando a participar en la Divisional Extra B. En esa primera temporada se obtuvo un honroso 6.º lugar y al año siguiente, ya más fogueado y con mayor experiencia, logra el título de la Extra B en su segundo año de estar afiliados a la AUF. La racha positiva continúa, y logran al año siguiente salir campeones de la Divisional Extra A y así, el consiguiente ascenso a la Divisional Intermedia.

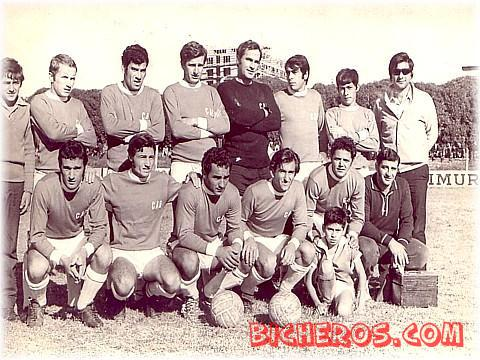
Plantel de Rentistas en 1971.

De vuelta en la Extra, en 1957, Rentistas marca una temporada trascendente: compra la vieja sede de la calle Industria y logra retornar a la división Intermedia: luego de ganar de su serie, había que enfrentar finales para definir el campeón de la divisional; la primera final fue un clásico del barrio contra el Marconi, jugado como preliminar de un amistoso entre Nacional y Estudiantes en el Estadio Centenario el 17 de marzo y Rentistas ganó 3:0. La finalísima fue frente al Club Misterio del Buceo, ganándose en un alargue disputado una semana después del original empate 0:0
En 1963, Rentistas logra nuevamente el ascenso a la Intermedia, y 3 años más tarde accedería al tope de la tabla de posiciones logrando el ascenso a la Primera B. Rentistas debutó en la segunda categoría el 21 de mayo de 1967, siendo empate 0:0 frente a River Plate. El Renta duró 4 años allí y en 1971 logró el título, dando la vuelta olímpica en el Franzini frente al rival de todos los tiempos; y logrando el ascenso a la máxima categoría.

### Primeras campañas en la "A" (1972-1992)
Rentistas debutó en la máxima categoría en 1972 y se mantuvo durante 9 años, hasta regresar a la B en 1980. Después de un magro 1987, donde se contrataron algunas figuras que no rindieron a la altura de sus antecedentes y el equipo salió último; se logró el título de 1988. Dirigido por Manuel Keosseian, el equipo rojo venció en la final a Racing en el Estadio Centenario ante más de 25.000 espectadores, logrando un nuevo ascenso a la A donde permaneció hasta 1992 (ese año venció a Nacional, el campeón, 4 a 0).

### La campaña de 1998
En 1996, logra nuevamente su ascenso a la A, colmando el Estadio Campeones Olímpicos de Florida y venciendo a Colón 1 a 0. La campaña de 1998 fue muy particular, Rentistas (dirigido por Martín Lasarte) empezó el año con el objetivo de pelear el descenso y lograr la permanencia, y terminó peleando palmo a palmo el Campeonato Clausura de ese año con Nacional (incluso durante ese torneo Rentistas lograba vencer a Nacional por 5.ª vez consecutiva y sin recibir goles). Rentistas llegó como líder a la última fecha del torneo, jugando frente a Danubio en el Complejo Rentistas (inaugurado pocos meses antes) con tribunas llenas. Un gol de Julio De Souza batió la impresionante racha de 947 minutos sin recibir goles que ostentaba el arquero rojo Álvaro Nuñez, terminando el partido con victoria 2:0 para La Franja, mientras Nacional vencía a Huracán Buceo y se coronaba campeón uruguayo, culminando así el sueño del título histórico. Ese año Rentistas disputó por primera vez una Liguilla y allí logró la clasificación a la Copa Conmebol, la cual después rechazaría disputar.

### Años 2000 en subibaja: ascensos y descensos
En 2001 se decide realizar un cambio en el régimen de descensos y se eliminan los promedios, en los cuales Rentistas estaba bien ubicado debido a las buenas campañas en años anteriores. Ese año protagonizó una mala campaña y descendió. Pero 2 años más tarde, volvería al círculo de privilegio una vez más venciendo a El Tanque Sisley en el Parque Nasazzi con una infartante definición por penales que culminó 8-7 a favor del Bicho. El entrenador en esa campaña era Julio Balerio, el mismo técnico que 8 años más tarde, en 2011 volvería a lograr un nuevo ascenso de Rentistas a Primera División, esta vez como campeón anticipado, venciendo en la penúltima fecha a Rocha por 4:0 en El Complejo. El Bicho duró solamente 1 temporada en Primera, y regresó a Segunda División, pero nuevamente logró ascender, esta vez como subcampeón, derrotando en la definición a Miramar Misiones 3:0. El técnico del campeonato 2012-13 fue Adolfo Barán. Al año siguiente, Rentistas logra una gran temporada que le permite acceder al 6° puesto del Campeonato Uruguayo, obteniendo así la clasificación a la Copa Sudamericana 2014. Esa fue la primera participación internacional del "Bicho", ya que había rechazado su plaza en la Copa Conmebol 1999, cayendo en la primera ronda con Cerro Porteño de Paraguay. En el año 2016 vuelve a descender. y dirigido por para finalmente lograr el 3.er ascenso en 2019 y retornar a Primera para disputar el Campeonato Uruguayo de Primera División 2020 saliendo campeón del Torneo Apertura 2020, tras ganarle el desempate a Nacional por 1-0.

### La campaña de 2020
La campaña del 2020 es histórica para Rentistas ya que significó su primer trofeo de un torneo perteneciente a la Primera División. En 2019 Rentistas ya había constituido la SAD que administraría el activo fútbol, y en ese entonces se encontraba en Segunda División. Ese año, el equipo dirigido por Alejandro Capuccio finalizó en tercera posición y accedió al ascenso derrotando aVilla Española en la final de los play-offs.
Ya en Primera, el bicho colorado logró armar un buen equipo gracias a una buena visión en el mercado de pases, incorporando jugadores del nivel de Alexis Rolín, Yonathan Irrazábal, Maximiliano Lemos, Maximiliano Amondarain, Robert Ergas, Mauro Valiente y Carlos Villalba y Ramiro Cristóbal. La campaña inició con un sorprende triunfo ante el campeón vigente, Nacional, por 2 a 0 (goles de Maximiliano Falcón y Renato César). Posteriormente también venció a Boston River (3 a 2) y Deportivo Maldonado (4 a 1), antes de que el fútbol se paralizara el 13 de marzo debido a la pandemia de covid-19, con el Renta en primera posición con 9 puntos sobre 9 posibles.
La competencia recién se pudo retomar el 8 de agosto, y Rentistas logró mantener un gran rendimiento, que lo llevó a terminar en la primera posición del Torneo Apertura, empatado en 28 puntos con Nacional, y obligando así a jugar un partido de desempate. El 14 de octubre de 2020 en el Estadio Centenario se jugó la final: tras 90 minutos con un empate a cero, al comienzo del primer tiempo del alargue (a los 92 minutos) el mediocampista Gonzalo Vega conectaría una volea batiendo así al portero de Nacional. Rentistas aguantó lo que quedaba de partido, venciendo 1-0 y consagrándose campeones del Torneo Apertura 2020.
Curiosamente, el Torneo Clausura de ese mismo año, Rentistas culminó en última posición después de perder a varios de sus jugadores determinantes en el Apertura. Igualmente, logró salvarse del descenso «virtualmente» en la penúltima fecha tras empatar contra Defensor Sporting.
La consecución del Apertura 2020 le permitió acceder a la definición por el título del Campeonato Uruguayo de ese año. Rentistas debió enfrentar una semifinal ante el Liverpool Fútbol Club -el campeón del Torneo Clausura de esa temporada-, teniendo el ganador, el derecho de disputar la final por el título de Campeón Uruguayo ante el ganador de la Tabla Anual, el Club Nacional de Football. Quien salió victorioso del encuentro disputado en el Estadio Centenario fue Rentistas, que tras empatar el encuentro 1-1 en los 90 minutos reglamentarios más el alargue (habiendo jugado más de 70 minutos con un jugador menos por la expulsión de Guillermo Fratta), venció por penales al negriazul (3 a 2) y clasificó así a la final. Con ese resultado además se clasificó para competir en la fase de grupos de la siguiente Copa Libertadores de América (al acceder a la final, Rentistas se aseguraba al menos el subcampeonato).Posteriormente perdió las dos finales por el título de Campeón Uruguayo ante Nacional: 3-0 en el Gran Parque Central y 0-1 en su Complejo Rentistas.

### Actualidad
El entrenador Capuccio, que había sido artífice de este exitoso ciclo, dejó el club para tomar las riendas de Nacional.Su sustituto fue un muy joven entrenador que hacía sus primeras armas: Martín Varini.En la Libertadores, Rentistas integró el difícil grupo E junto al São Paulo, Racing Club y Sporting Cristal, empatando los 3 partidos de locatario en el Estadio Centenario, y perdiendo los 3 partidos de visitante.
Posteriormente en el Campeonato Uruguayo de 2022 el equipo finalizó penúltimo y descendió; desde entonces Rentistas participa en la Segunda División Profesional. En 2023 accedió a los play-off por el tercer ascenso, pero cayó ante Juventud en semifinales.

## Símbolos

### Escudo y bandera
El escudo y la bandera institucional es muy similar. El escudo se compone de un círculo rojo, con la inscripción "C A R", siglas del club. Alrededor se ubica un borde circular blanco, que contiene en la parte superior la frase "C. A. Rentistas" y en la parte inferior el año de fundación del club, "1933".
Por su parte, la bandera es principalmente roja, con la sigla "C A R" en blanco. En las cuatro esquinas presenta detalles en blanco.
Evolución del escudo de Rentistas
|  |  |  |  |

## Uniforme
- Uniforme titular: Camiseta roja, pantalón rojo, medias rojas.
- Uniforme alternativo: Camiseta blanca con vivos rojos, pantalón rojo, medias rojas.

| Período    | Proveedor      |
| ---------- | -------------- |
| 1991-1996  | Meta           |
| 1996-1998  | Le Coq Sportif |
| 1998-2000  | Topper         |
| 2001-2003  | Meta           |
| 2003-2005  | Diadora        |
| 2005-2009  | Sporty's       |
| 2010-2011  | Pódium         |
| 2011-2012  | Mgr Sport      |
| 2012-2017  | Matgeor        |
| 2017-2019  | Mgr Sport      |
| 2019-2020. | Matgeor        |
| 2021-act.  | Kelme          |

| Período   | Frente                           | Dorso                       |
| --------- | -------------------------------- | --------------------------- |
| 1988-1991 | Bmx                              |                             |
| 1991-1996 | Casio                            |                             |
| 1996-2000 | Toshiba                          |                             |
| 2001-2002 | Ega                              |                             |
| 2003      | Glidden                          |                             |
| 2003-2005 | Lexmark                          |                             |
| 2008-2009 | Solanas                          |                             |
| 2010-2011 | Sharp                            |                             |
| 2011-2012 | Natal Portezuelo                 | Antel Otonello Ega          |
| 2012-2013 | Rinde 2 Punta Ballena            | MundoAscenso Antel Redpagos |
| 2016-2017 | Ottonello Rinde 2                | Antel                       |
| 2017      | Otonello Rinde 2 Rutas del Plata | Antel                       |
| 2018-2019 | Otonello                         | Antel Que Locura            |
| 2020      | Médica Uruguaya                  | Antel Esencial Que Locura   |
| 2020      | Médica Uruguaya                  | Kawasaki                    |
| 2021-act. | Médica Uruguaya                  | Directv EGA                 |

## Estadio

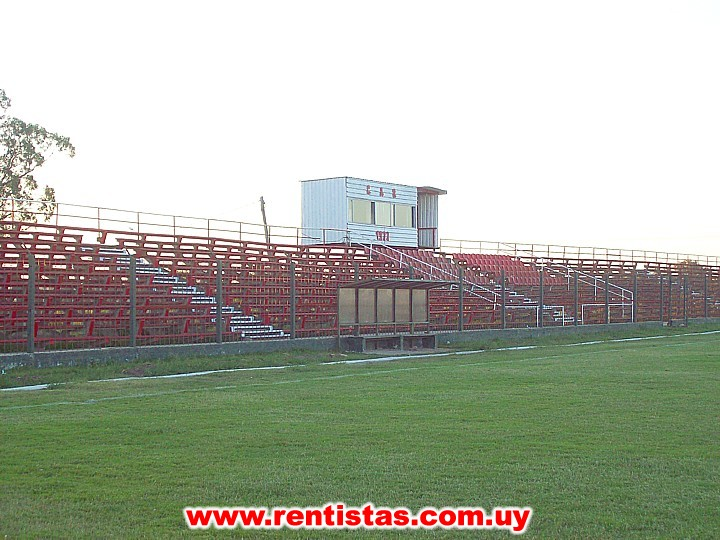
Imagen del Complejo Rentistas.

El estadio lleva el nombre de Complejo Rentistas. Tanto el estadio como el complejo deportivo de Rentistas está ubicado en Av. Mendoza esquina Rigel, zona de Manga del departamento de Montevideo. El complejo se encuentra en continuo crecimiento desde su inauguración en 1998, y actualmente cuenta con 4 canchas de fútbol y un campo de fútbol infantil. El club cuenta con un amplio predio contiguo a sus actuales instalaciones y existen diversos proyectos de crecimiento.
La cancha principal cuenta con 2 tribunas con capacidad para 4100 espectadores sentados, y 2 taludes con capacidad para 6500 espectadores. Su capacidad total aproximada es de 10 600 personas.
Fue inaugurado oficialmente el 2 de agosto de 1998, con un empate 1 a 1 frente a Liverpool por el Torneo Clausura de Primera División. El primer gol oficial en el Complejo Rentistas lo convirtió Rafael Reffati.
En 2018, pasó a tener césped sintético, el club suscribió un contrato con FIFA y la AUF para realizar nuevas obras en el Complejo, siendo Rentistas el único club uruguayo con un estadio equipado con piso sintético habilitado para competencias oficiales. La FIFA optó por el Complejo Rentistas debido a que el predio es propiedad del club, y Rentistas aceptó la totalidad de las condiciones impuestas por el máximo organismo del fútbol internacional.  

## Rivalidades
Rentistas mantiene una histórica rivalidad con su vecino barrial, el Sportivo Cerrito, con cuales disputan el «clásico del Cerrito de la Victoria».

## Participación internacional

### Estadísticas en competiciones internacionales
Rentistas participó 2 veces internacionalmente, en la Copa Sudamericana 2014 y en la Copa Libertadores 2021. En 2014 participó en la fase 1 enfrentando a Cerro Porteño de Paraguay, y en 2021 participó en la Fase de grupos luego de quedar subcampeón del Campeonato Uruguayo de Primera División 2020, integró el grupo E junto a São Paulo, Racing Club y Sporting Cristal.
También había clasificado a la Copa Conmebol 1999 pero desistió de participar.

### Copa Sudamericana 2014
Ida:
| 19 de agosto de 2014, 17:00 (UTC−4) | Rentistas | 0:2 (0:1) | Cerro Porteño                 | Luis Franzini, Montevideo  |                            |
|                                     |           | Reporte   | Romero 28' · Dos Santos 90+3' | Árbitro(s): Diego Ceballos | Árbitro(s): Diego Ceballos |

Vuelta:
| 26 de agosto de 2014, 21:00 (UTC-4) | Cerro Porteño | 0:1 (0:1) | Rentistas | Estadio General Pablo Rojas, Asunción |                           |
|                                     |               | Reporte   | Alles 11' | Árbitro(s): Néstor Pitana             | Árbitro(s): Néstor Pitana |

### Copa Libertadores 2021
| Equipo           | Pts | PJ | PG | PE | PP | GF | GC | Dif. |
| ---------------- | --- | -- | -- | -- | -- | -- | -- | ---- |
| Racing Club      | 14  | 6  | 4  | 2  | 0  | 9  | 2  | 7    |
| São Paulo        | 11  | 6  | 3  | 2  | 1  | 9  | 2  | 7    |
| Sporting Cristal | 4   | 6  | 1  | 1  | 4  | 3  | 10 | −7   |
| Rentistas        | 3   | 6  | 0  | 3  | 3  | 2  | 9  | −7   |

|  | Clasificados a los octavos de final.                        |
|  | Clasificado a la segunda fase de la Copa Sudamericana 2021. |

Fecha 1:
| 21 de abril de 2021, 21:00 (UTC-3) | Rentistas     | 1:1 (1:0) | Racing Club | Estadio Centenario, Montevideo |                            |
|                                    | Rodríguez 42' | Reporte   | Cáceres 89' | Árbitro(s): Carlos Benítez     | Árbitro(s): Carlos Benítez |

Fecha 2:
| 29 de abril de 2021, 21:00 (UTC-3) | São Paulo                       | 2:0 (1:0) | Rentistas | Estadio Morumbi, São Paulo |                            |
|                                    | Pablo 38' · Reinaldo 90' (pen.) | Reporte   |           | Árbitro(s): Nicolás Gamboa | Árbitro(s): Nicolás Gamboa |

Fecha 3:
| 5 de mayo de 2021, 21:00 (UTC-3) | Rentistas | 0:0     | Sporting Cristal | Estadio Centenario, Montevideo |                            |
|                                  |           | Reporte |                  | Árbitro(s): Carlos Herrera     | Árbitro(s): Carlos Herrera |

Fecha 4:
| 12 de mayo de 2021, 19:00 (UTC-3) | Rentistas    | 1:1 (0:0) | São Paulo   | Estadio Centenario, Montevideo |                         |
|                                   | González 13' | Reporte   | Orejuela 4' | Árbitro(s): José Argote        | Árbitro(s): José Argote |

Fecha 5:
| 19 de mayo de 2021, 17:00 (UTC-5) | Sporting Cristal         | 2:0 (1:0) | Rentistas | Estadio Nacional, Lima     |                            |
|                                   | Hohberg 41' · Távara 67' | Reporte   |           | Árbitro(s): Franklin Congo | Árbitro(s): Franklin Congo |

Fecha 6:
| 25 de mayo de 2021, 21:30 (UTC-3) | Racing Club             | 3:0 (1:0) | Rentistas | Estadio El Cilindro, Avellaneda |                            |
|                                   | Chancalay 14', 50', 69' | Reporte   |           | Árbitro(s): Nicolás Gamboa      | Árbitro(s): Nicolás Gamboa |

### Por competencia
| Torneo            | TJ | PJ | PG | PE | PP | GF | GC | DG | Puntos |
| ----------------- | -- | -- | -- | -- | -- | -- | -- | -- | ------ |
| Copa Sudamericana | 1  | 2  | 1  | 0  | 1  | 1  | 2  | -1 | 3      |
| Copa Libertadores | 1  | 6  | 0  | 3  | 3  | 2  | 9  | -7 | 3      |
| Total             | 2  | 8  | 1  | 3  | 4  | 3  | 11 | -8 | 6      |

## Fútbol femenino
Rentistas actualmente disputa el Campeonato Uruguayo de Fútbol Femenino de Primera División con el nombre San Jacinto Rentistas.
En 2017 logró el subcampeonato del Campeonato Uruguayo Femenino Divisional B.

## Palmarés

### Torneos nacionales
| Organizados por AUF                   | Organizados por AUF       | Organizados por AUF |
| Competición nacional                  | Títulos                   | Subcampeonatos      |
| ------------------------------------- | ------------------------- | ------------------- |
| Primera División de Uruguay:          |                           | 2020                |
| Torneo Apertura (1):                  | 2020                      |                     |
| Torneo Clausura:                      |                           | 1998                |
| Segunda División de Uruguay (4):      | 1971, 1988, 1996, 2010-11 |                     |
| Torneo Clausura Segunda División (1): | 2003                      |                     |
| Divisional Intermedia (1):            | 1966                      |                     |
| Divisional Extra A (3):               | 1949, 1957, 1963          |                     |
| Divisional Extra B (1):               | 1948                      |                     |

### Ascensos a Primera División (7)
- 1971, 1988, 1996, 2003, 2011, 2013, 2019.

### Torneos amistosos internacionales
- Noche Roja

### Torneos juveniles
- Uruguayo 6.ª División (1): 1973
- Uruguayo 4.ª B (1): 1995
- Apertura 4.ª B (1): 2009
- Clausura 4.ª B (1): 2002
- Uruguayo 5.ª B (3): 1994, 1995, 2008
- Apertura 5.ª B (1): 2008
- Clausura 5.ª B (1): 2008
- Uruguayo 6.ª B (1): 2007
- Clausura 6.ª B (1): 2007
- Metropolitano 7.ª B (1): 2010